# Tobrilus gracilis
Tobrilus gracilis är en rundmaskart som först beskrevs av Bastain 1865. Enligt Catalogue of Life ingår Tobrilus gracilis i släktet Tobrilus och familjen Tripylidae, men enligt Dyntaxa är tillhörigheten istället släktet Tobrilus och familjen Tripyloididae. Arten är reproducerande i Sverige. Inga underarter finns listade i Catalogue of Life.